# Plaza de la Independencia (Concepción)
La plaza de la Independencia es la plaza de Armas de Concepción, Chile. 
Se ubica en el cuadrante formado por las avenidas O'Higgins, Aníbal Pinto, Barros Arana y Caupolicán.
Es la única plaza de armas en Chile que se denomina de esa manera, y su nombre se debe a que es el lugar en donde Bernardo O'Higgins realizó la declaración solemne de la independencia chilena. 

## Historia

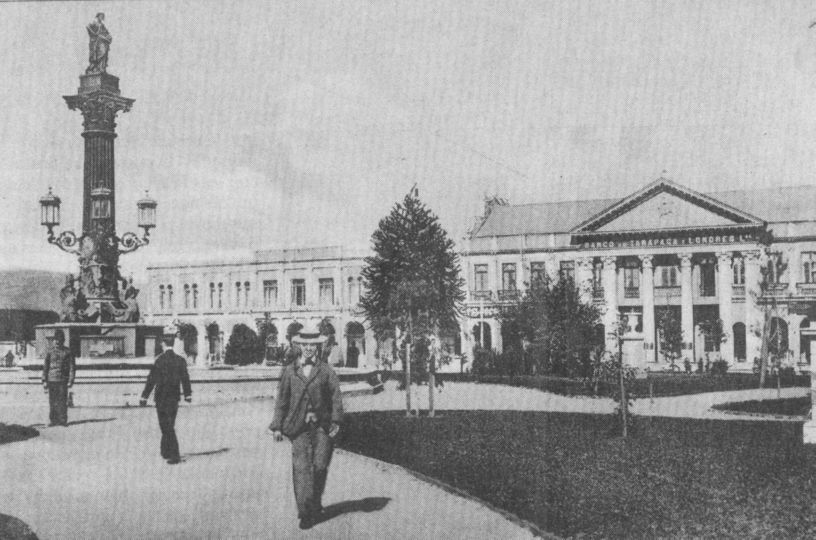
La plaza alrededor de 1910.

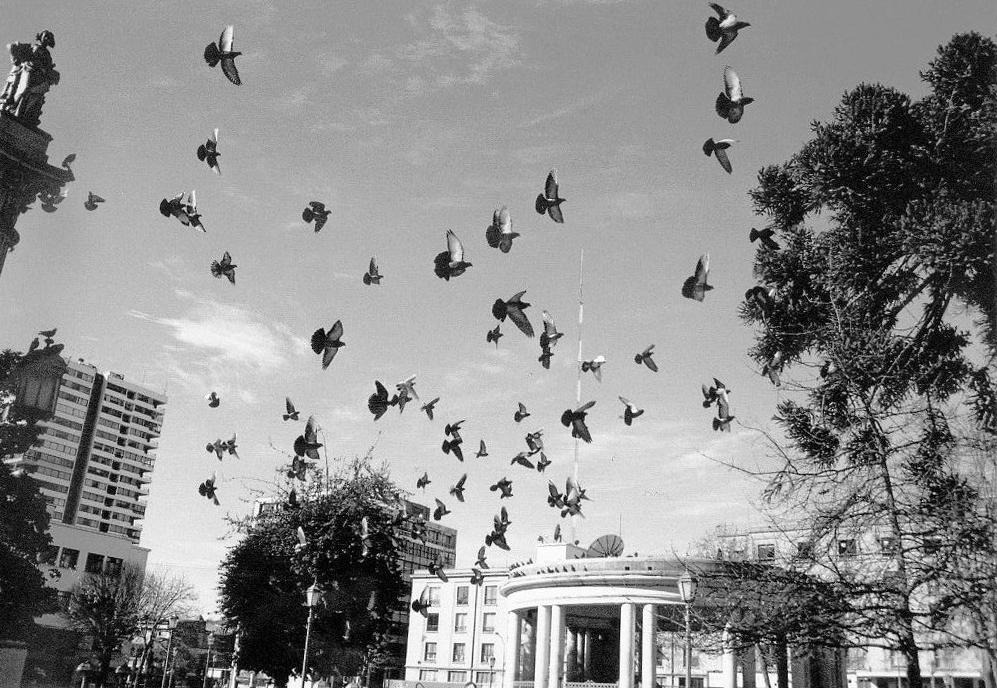
Odeón de la plaza de la Independencia.

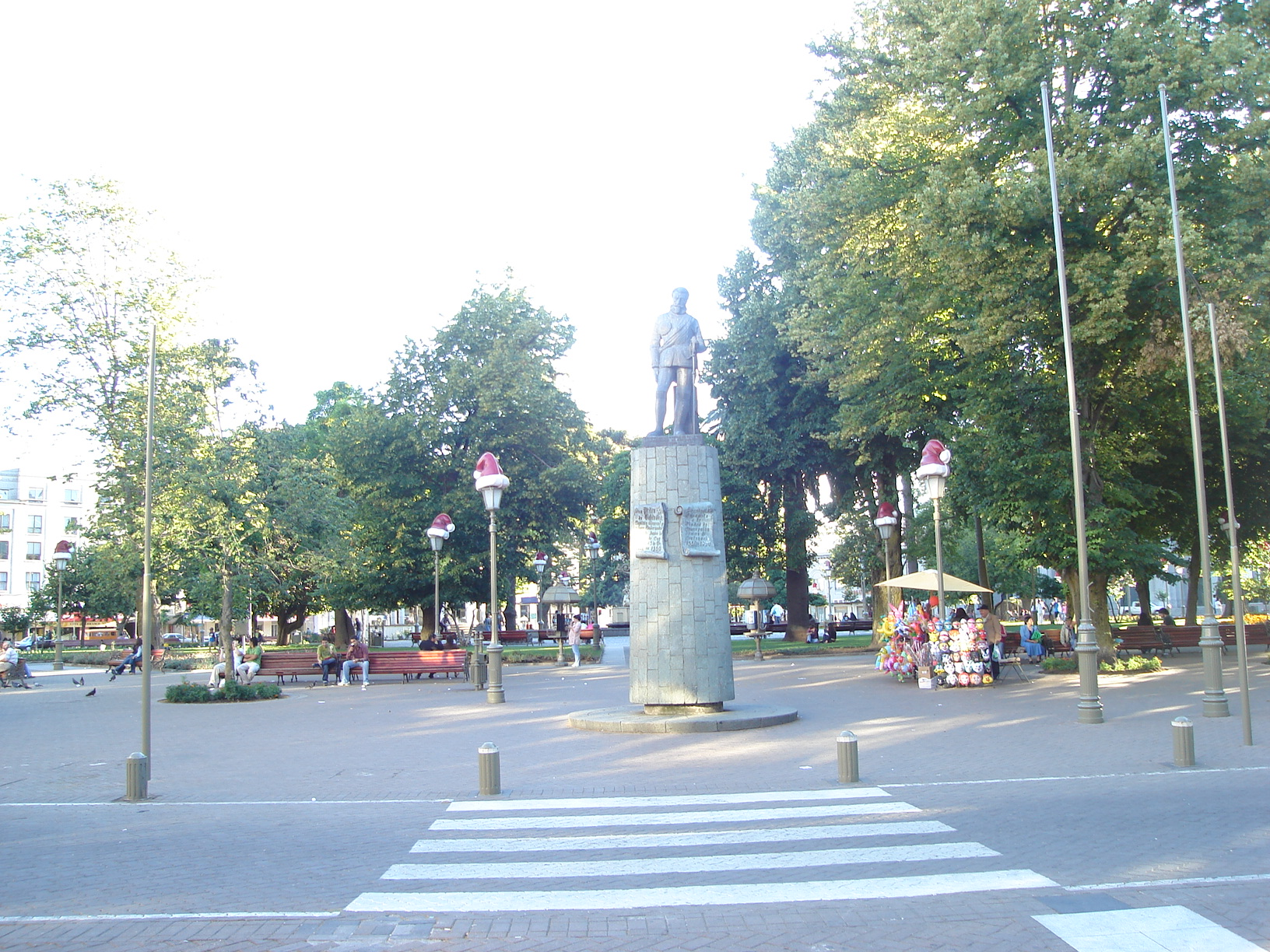
Monumento a Pedro de Valdivia, conquistador de Chile y fundador de Concepción.

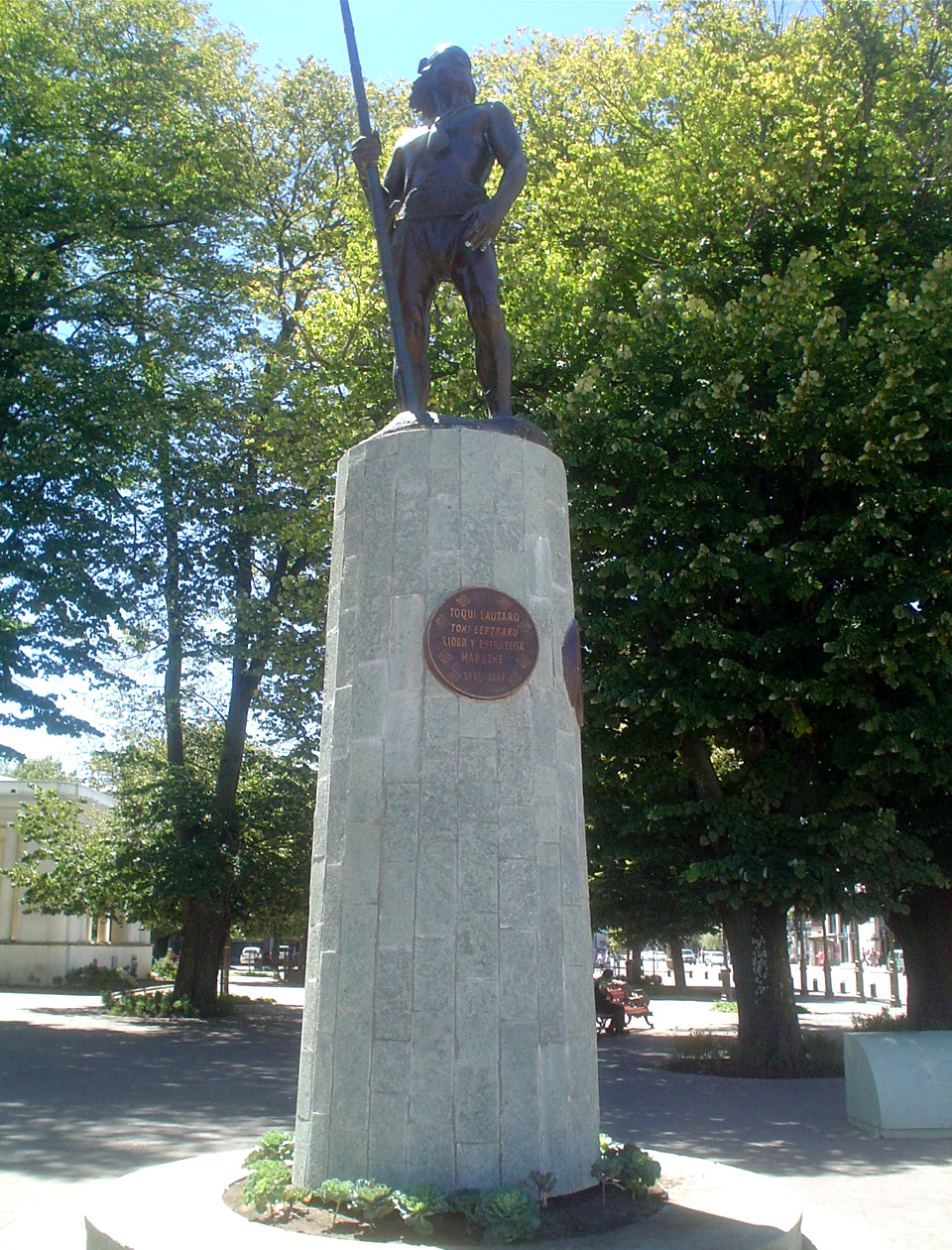
Monumento al líder mapuche Lautaro.

La Plaza actual nació con el traslado de la ciudad en 1752, luego del terremoto y maremoto que destruyó la ciudad en su antiguo asentamiento en la actual comuna de Penco, donde Pedro de Valdivia fundó inicialmente Concepción, el 5 de octubre de 1550.
El objetivo de la plaza sería ser el núcleo de la urbe. Alrededor de la plaza se construirían los edificios administrativos de la ciudad. La plaza, en la época colonial, fue siempre un lugar de reunión social donde los habitantes acostumbraban a charlar sobre la contingencia de la ciudad.
El 1 de enero de 1818 en la plaza de Armas, Don Bernardo O'Higgins habría realizado una declaración solemne de la independencia chilena. Esta declaración fue jurada por O'Higgins ante su ejército en la que se señalaba, entre otras cosas, que Chile era un país libre y soberano, y no una provincia insurgente. Desde ese momento, la Plaza de Armas de Concepción pasó a llamarse plaza de la Independencia, y gozó de gran relevancia histórica-social a nivel nacional. 
A mediados del siglo XIX, se decidió remodelar completamente la plaza. Esta tarea se le encomendó al ingeniero Pascual Binimelis, que proyectó un gran monumento que iría al centro de la plaza, rodeado de jardines, y que sostendría la estatua de la diosa Ceres, símbolo de la fertilidad agrícola. De la gran columna nacen cuatro imponentes faroles de hierro, y en la base cuatro sirenas soplan sus caracolas que surten de agua a la fuente.
Esta obra fue fundida en Liverpool, Inglaterra, bajo la dirección de Augusto Bleuze. Una de las curiosidades que hace particular a esta pileta en Chile tiene que ver con el escudo nacional que lleva impreso, ya que no lleva el tradicional huemul del símbolo patrio chileno, sino que en su lugar existe un caballo. Es creencia popular que esto se debe a que el encargado de realizar la pileta, al mirar el diseño que le enviaron, no conocía al huemul, por lo que concluyó erróneamente que se trataba de un caballo. Realmente a mediados del siglo XIX había bastante libertad en la realización del escudo patrio pudiéndose ver con distintos animales en variados objetos como banderas, estampillas o monumentos, este mismo escudo, con el caballo esculpido, se puede ver en el Teatro Municipal de Santiago e incluso en el carruaje presidencial visto para el 18 de septiembre. 
El estanque de agua que rodea a la pileta fue esculpido en piedra rosada por Alejandro Strange, en San Rosendo. El nuevo monumento y la renovada Plaza de la Independencia fue reinaugurada en abril de 1856.
Entre 2004 y 2005 la plaza volvió a renovarse, incluyéndose en ella estacionamientos subterráneos.

## Entorno
La plaza de la Independencia se encuentra rodeada de edificios de relevancia histórica y cultural. Entre ellos se encuentra la Catedral de la Santísima Concepción, sede de la Arquidiócesis de Concepción, el Teatro Universidad de Concepción, el Centro Español y el Casino Español de la ciudad.
Además, a unos pasos de la plaza se encuentra el Paseo Peatonal Alonso de Ercilla y Zúñiga y el Bulevar Barros Arana, que recorren el centro de la ciudad.
|                                                               |
| El Centro Español, en la calle Barros Arana frente a la plaza |

|                                                                                            |
| Placa de altitud, Mástil Cuarto Centenario (frente a Gobernación Provincial de Concepción) |